# Malikismo

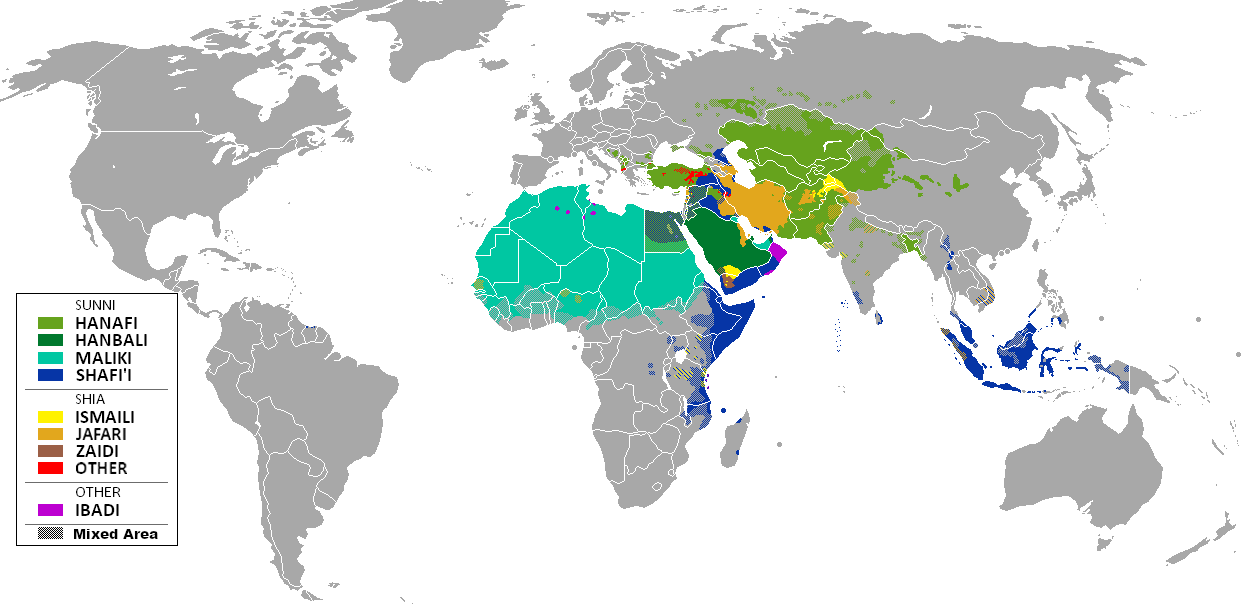
Distribuzione delle scuole giuridico-religiose islamiche nel mondo.

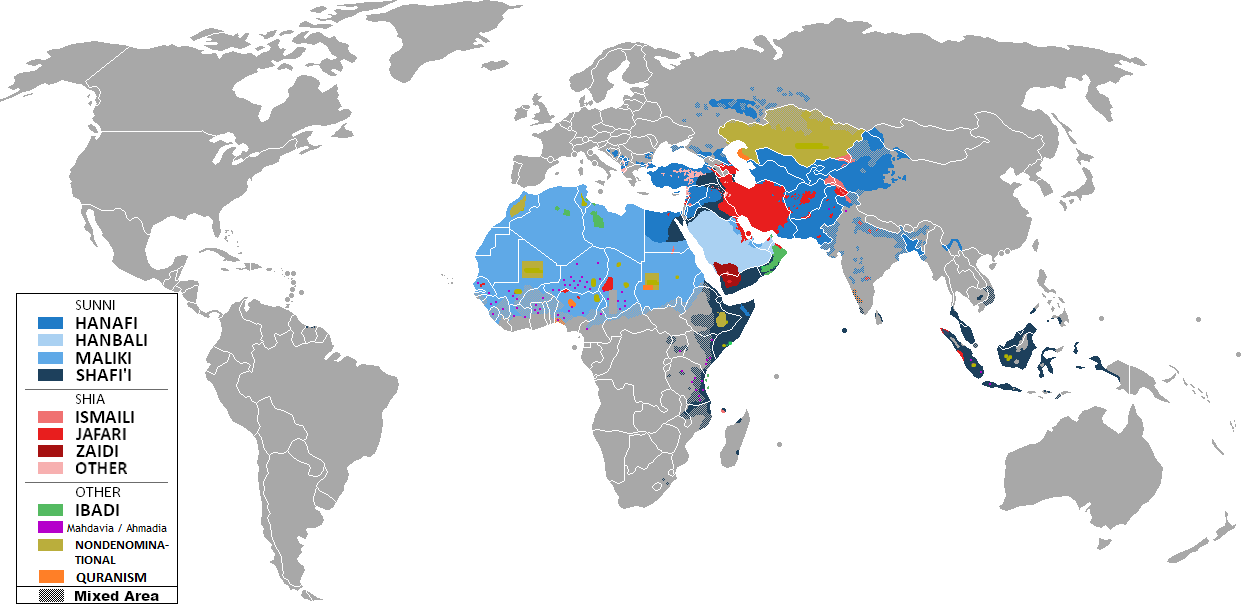
Distribuzione delle scuole giuridico-religiose islamiche nel mondo.

I malikiti o malichiti sono quei musulmani sunniti che seguono il madhhab (scuola giuridico-religiosa) fondato sulla scia dell'insegnamento di Mālik ibn Anas di Medina (m. 796). 

## Caratteristiche
Tale scuola tende a considerare fondamentale nelle indicazioni dei criteri interpretativi il rispetto dei modelli religiosi, sociali e giuridici emersi a Medina, sui quali esisteva un consenso unanime (ijmāʿ) dei colti della città stessa.
Inoltre, pur accettando che le fonti principali del diritto islamico siano il Corano innanzi tutto e la Sunna poi (con il Corano costituenti la Shari'a), il malikismo accetta l′ijmāʿ e, come criterio accessorio, l′istiḥsān (in arabo الاستحسان‎?, "il sembrar buono"). 
L'importanza tutt'altro che marginale attribuita dalla scuola giuridica al retto giudizio del giurisperito (faqīh) diventa quindi un'opinione personale (raʾī) di notevole peso per la sua vasta adattabilità alle numerose fattispecie giuridiche che non risultavano normate convenientemente dalle prime tre fonti del diritto, vista la complessa trasformazione della società islamica nei secoli.
La scuola giuridica malikita, un tempo diffusa anche in Sicilia e in al-Andalus, è quella decisamente prevalente oggi in tutto il Nordafrica. 
I massimi esponenti del pensiero del loro caposcuola furono Muḥammad ibn al-Ḥasan al-Shaybānī (m. 805), il qayrawanese Saḥnūn (776-854) e Ibn Abī Zayd al-Qayrawānī (m. 996).
Movimento teologico molto seguito in ambito malikita è l'Asharismo (assunto anche dallo Sciafeismo).
Nelle zone del sunnismo oggi malikite vi sono alcune enclave di altri madhab o di filosofie specifiche islamiche. Per esempio in Marocco, Tunisia, Mali, Niger, Ciad, Sudan e Nigeria vi sono zone sunnite Nondenominazionali e in Senegal, Mali, Niger, Ciad e Nigeria vi sono molte piccolissime zone della setta para-islamica Ahmadiyya.
Le università islamiche sunnite malikite più importanti sono la Moschea al-Zaytuna di Tunisi, Tunisia (erede della Grande moschea di Qayrawan, famosa nel medioevo), e la Università al-Qarawiyyin di Fès, Marocco.